# Neil H. McElroy

Neil H. McElroy

Neil Hosler McElroy, född 30 oktober 1904 i Berea i Cuyahoga County, Ohio, död 30 november 1972 i Cincinnati, Ohio, var en amerikansk affärsman och politiker. Han var chef för Procter and Gamble och senare USA:s försvarsminister 1957–1959 under president Dwight D. Eisenhower.
McElroy föddes i Berea, som är en förort till Cleveland, Ohio, men växte upp i Cincinnatiområdet. Hans föräldrar var lärare. McElroy studerade nationalekonomi vid Harvard University. 1925 efter att ha blivit färdig med sina studier inledde han sin karriär på Procter & Gambles marknadsföringsavdelning. 1948 hade han avancerat till företagets direktör, President. Det är en mycket hög chefsposition med operationellt ansvar, ett slags verkställande direktör men inte vd med det juridiska ansvaret.
Sputnik 1 sköts upp den 4 oktober 1957 av Sovjetunionen. Stora frågor väcktes om USA:s försvarskapacitet på grund av Sovjets avancerade rymdprogram, när McElroy tillträdde som USA:s försvarsminister den 9 oktober, bara dagar efter Sputnik. 1958 startade McElroy programmet LGM-30 Minuteman för att utveckla en avancerad interkontinental ballistisk robot som kunde tas i bruk i början av 1960-talet. Han påskyndande de redan existerande programmen för interkontinentala ballistiska robotar, Atlas och Titan I samt programmet för att producera flottans ballistiska robot UGM-27 Polaris som kunde tas i bruk 1960. USA:s första färdiga interkontinentala ballistiska robot var Atlas 1959. En stor del av McElroys tid som försvarsminister gick åt att förklara robotprogrammen för USA:s kongress och lugna kongressledamöternas oro för ett uppfattat robotglapp mellan Sovjet och USA.
Från början när McElroy hade tackat jag till jobbet som försvarsminister, hade han begränsat sin tillgänglighet till ett par år. Fast det fanns klagomål om att McElroy skulle avgå just som han hade lärt sig jobbets detaljer, meddelade han att han skulle ändå göra det före slutet av år 1959. Thomas S. Gates efterträdde honom den 1 december. Efter tiden i politiken återvände McElroy till Procter & Gamble, denna gång som styrelseordförande. Hans mest varaktiga arv i företaget hade han stått för redan som ung man på marknadsföringsavdelningen, då han skrev ett PM om brand management 1931, något som innebar en betydande innovation i företagets marknadsföringsstrategi.